# Fèlix Pons Marquès
Félix Pons Marquès (Palma, 16 de febrer de 1910- 23 de febrer de 1970) va ser un advocat i polític. Va participar en l'oposició democràtica al franquisme, a través del partit Esquerra Democràtica Cristiana, posteriorment només Esquerra Democràtica.

## Biografia
Net de Josep Lluís Pons i Gallarza i pare de Fèlix Pons Irazazábal, cursa el batxillerat a l'Institut de Palma en la promoció de 1920-1926. Llicenciat en Dret per la Universitat de Barcelona el 1931. Tot seguit obrí un bufet d'assessorament jurídic que ubicà al carrer Morei, núm. 24, de Palma. Va ser degà del Col·legi d'Advocats de Balears, de 1956 a 1961. Casat amb María Josefa Irazazábal Hevia, reneboda d'Antonio Maura. Va tenir sis fills: Félix Pons Irazazábal, Lluis, Maria, José María Pons Irazazábal, Gabriel i Concha.

## Activitat professional i social
Va tenir una destacada activitat professional i social. Així, va ser vicepresident del Cercle Mallorquí, conseller de la Companyia de Tramvies Elèctrics de Palma, vicepresident del Club Nàutic, conseller del Banc d'Espanya a Palma. El 1936 va signar la Resposta al Missatge dels Catalans. Va ser assessor jurídic i posteriorment vicepresident i president del Banc de Crèdit Balear fins al dia de la seva defunció. Va participar decisivament en l'operació de salvament del banc en els anys 1930. Va ser també president del RCD Mallorca entre 1946 i 1948, en un període molt complicat per al club. Va substituir Lluís Sitjar en la presidència. Va presidir la comissió econòmica de la diòcesi de Mallorca i va formar part de la Comissió de Patrimoni. Afiliat al Partit Regionalista, va ser regidor a l'Ajuntament de Palma. Va ser un gran especialista en el dret foral de Balears. Això el va portar a participar en el Congrés de Dret Civil de Saragossa de 1946. Juntament amb Lluís Pascual va ser el compilador del dret foral. El 1961 va ser nomenat magistrat suplent de l'Audiència Provincial de Balears.

## Oposició al franquisme
En els anys cinquanta inicia la seva activitat política clandestina i el 1957 s'integrà a Esquerra Democràtica Cristiana que presidia Manuel Giménez Fernández. El 1958 és l'autor del manifest per "La unió Democràtica i la reconciliació". Amb aquest propòsit es reuneix a Baiona el 1959, en la seva qualitat recentment estrenada de vicepresident del partit, amb la delegació del PSOE presidida pel seu secretari general, Rodolfo Llopis i amb Pascual Tomás, secretari general d'UGT. A partir d'aquest moment, Félix Pons va ser l'interlocutor de confiança de Llopis.
El 1961, intenta organitzar a Mallorca, juntament amb el Moviment Europeu, una reunió per parlar de les condicions per a l'ingrés d'Espanya en la Comunitat Econòmica Europea. En principi, el govern civil autoritza la celebració i es convida a aquells que el 1962 estarien en l'anomenat "contubernio de Múnic". No obstant això, una setmana abans de l'inici, espantat probablement pel caire de la reunió, el Ministeri de la Governació prohibeix l'activitat.

## Contuberni de Múnic
Entre el 5 i el 8 de juny de 1962, com a vicepresident d'IDC, va participar en l'anomenat Contuberni de Múnic, juntament amb altres 79 espanyols que vivien a Espanya i 36 en l'exili. El 24 de maig escriu a Robert Van Schendel, secretari general del Moviment Europeu, acceptant la invitació per participar en un debat sobre el problema d'integració d'Espanya en les Comunitats Europees. En la reunió de Múnic participa activament i s'inventa una fórmula original (que va funcionar) per evitar l'espinós debat sobre Monarquia o República. En tornar d'Alemanya, el 14 de juny, la policia es va presentar a casa seva, on va ser detingut, traslladat a Madrid i confinat a Lanzarote, fins al 8 de desembre. Després va continuar amb la seva activitat política clandestina, encara que la severitat del càstig rebut va afectar el seu ànim.
Va morir vuit anys després sense que el règim li hagués tornat el passaport. La seva mort va commoure la societat mallorquina. Va ser un home de profundes conviccions religioses, ètiques i morals. Intel·lectual inquiet, permanent devorador de llibres, posseïa una vasta cultura. Tots els que van escriure sobre ell han coincidit a destacar, en especial, la seva honradesa. En la seva professió va ser considerat "arquetip de juristes" en paraules de Josep Zaforteza Calvet a la seva nota necrològica. En morir, Camilo José Cela li va dedicar en el Diari de Mallorca aquestes paraules: "Quanta grandesa, tenir la feblesa d'un home i la serenitat d'un déu!". El 2015 se li va dedicar un homenatge on es va emetre un vídeo documental sobre la seva figura que porta per títol Félix Pons, un home honrat.